# Love U my friends
『Love U my friends』（ラブ ユー マイ フレンズ）は、虹ヶ咲学園スクールアイドル同好会の2枚目のアルバム。2019年10月2日にLantisから発売された。

## 背景
前作『TOKIMEKI Runners』から11ヵ月ぶりのアルバム。
発売当時、追加メンバーである三船栞子（小泉萌香）、ミア・テイラー（内田秀）、鐘嵐珠（法元明菜）の3人はキャラクターそのものが登場していなかった。

## 音楽性
前作では1曲目が全員の歌う曲、2〜10曲目がソロ曲となっていたが、今回は先にソロ曲が収録されている。また、11トラック目に初めてドラマパートが追加された。また、発売当時はラブライブ!シリーズの音楽CDで唯一、畑亜貴が携わっていない作品となった。
3曲目の「オードリー」は、オードリー・ヘプバーンを指し、1stライブではそれを意識した演出が盛り込まれた。

### 『Love U my friends』の別バージョン
CDリリース当時の同好会メンバーは9人であったが、その後増員が行われ、追加メンバーも参加したバージョンが制作され歌唱されている。
| バージョン         | 収録作品 | 備考 |
| ------------------ | --- | --- |
| 10人Ver.           | Blu-ray『ラブライブ!虹ヶ咲学園スクールアイドル同好会 2nd Live! Brand New Story & Back to the TOKIMEKI Blu-ray Memorial BOX』 | 『ラブライブ! スクールアイドルフェスティバル ALL STARS』ストーリー17章での三船栞子の加入にともない、演者の小泉萌香を含む10人での歌唱で、2020年9月に行われた2ndライブ『ラブライブ！虹ヶ咲学園スクールアイドル同好会 2nd Live! Back to the TOKIMEKI』にて披露された。 |
| 10人Ver.           | Blu-ray『ラブライブ!虹ヶ咲学園スクールアイドル同好会 2nd Live! Brand New Story』                                             | 『ラブライブ! スクールアイドルフェスティバル ALL STARS』ストーリー17章での三船栞子の加入にともない、演者の小泉萌香を含む10人での歌唱で、2020年9月に行われた2ndライブ『ラブライブ！虹ヶ咲学園スクールアイドル同好会 2nd Live! Back to the TOKIMEKI』にて披露された。 |
| 10人Ver.           | Blu-ray『ラブライブ!虹ヶ咲学園スクールアイドル同好会 2nd Live! Back to the TOKIMEKI』                                        | 『ラブライブ! スクールアイドルフェスティバル ALL STARS』ストーリー17章での三船栞子の加入にともない、演者の小泉萌香を含む10人での歌唱で、2020年9月に行われた2ndライブ『ラブライブ！虹ヶ咲学園スクールアイドル同好会 2nd Live! Back to the TOKIMEKI』にて披露された。 |
| 10人Ver.           | Blu-ray『ラブライブ!虹ヶ咲学園スクールアイドル同好会 校内シャッフルフェスティバル Blu-ray Memorial BOX』                     | 2021年3月に行われた『校内シャッフルフェスティバル』で披露された。 |
| 10人Ver.           | Blu-ray『ラブライブ!虹ヶ咲学園スクールアイドル同好会 校内シャッフルフェスティバル Blu-ray Day1』                             | 2021年3月に行われた『校内シャッフルフェスティバル』で披露された。 |
| 10人Ver.           | Blu-ray『ラブライブ!虹ヶ咲学園スクールアイドル同好会 校内シャッフルフェスティバル Blu-ray Day2』                             | 2021年3月に行われた『校内シャッフルフェスティバル』で披露された。 |
| 12人Ver.           | Blu-ray『ラブライブ!虹ヶ咲学園スクールアイドル同好会 4th Live! 〜Love the Life We Live〜 Blu-ray Memorial BOX』              | 2021年9月に、ミア・テイラーと、鐘嵐珠が新メンバーとして加入したことにともない、演者の内田秀と法元明菜を含む12人での歌唱で、2022年2月に行われた4thライブ『ラブライブ！虹ヶ咲学園スクールアイドル同好会 4th Live! 〜Love the Life We Live〜』にて披露された。         |
| 12人Ver.           | Blu-ray『ラブライブ!虹ヶ咲学園スクールアイドル同好会』2期第6巻特典CD                                                         | 三船栞子（小泉萌香）と、ミア・テイラー、鐘嵐珠の3人がレコーディングに参加したニューバージョン。 |
| TVアニメ挿入歌Ver. | TVアニメ2期サウンドトラック『Bound for TOKIMEKI』                                                                            | 虹ヶ咲学園スクールアイドル同好会の歌唱で、テレビアニメ『ラブライブ!虹ヶ咲学園スクールアイドル同好会』第2期10話で使用された。 |

## リリース
2019年10月2日に、Lantisからリリースされた。
初回生産分には、プロフィールカード（全9種）がランダムで1枚、『スクスタ』で使用できるシリアルコード（全6種）がランダムで1枚、「虹ヶ咲学園スクールアイドル同好会 First Live “with You”」のチケット最速先行抽選申込券が付属する。
2024年11月6日には、配信限定で本アルバムに収録された全楽曲のオフヴォーカル版のみを収録した『NIJIGAKU Instrumental Collection Vol.2 〜Love U my friends〜』がリリースされた。

## 収録曲
- 収録内容におけるボーカル曲は太字、ボイスドラマパートは▲印で表記する。

| #         | タイトル                                                | 作詞                 | 作曲                           | 編曲                  | 時間  |
| --------- | ------------------------------------------------------- | -------------------- | ------------------------------ | --------------------- | ----- |
| 1.        | 「開花宣言」(上原歩夢（大西亜玖璃）)                    | Akira Sunset         | Akira Sunset                   | 遠藤ナオキ            | 4:18  |
| 2.        | 「☆ワンダーランド☆」(中須かすみ（相良茉優）)            | 鈴木エレカ           | NOVECHIKA TETTA                | NOVECHIKA TETTA       | 3:04  |
| 3.        | 「オードリー」(桜坂しずく（前田佳織里）)                | 月見草               | 月見草                         | 菊池博人              | 3:54  |
| 4.        | 「Wish」(朝香果林（久保田未夢）)                        | BEATNINE             | Carlos K.                      | Carlos K. JOE         | 5:10  |
| 5.        | 「友 & 愛」(宮下愛（村上奈津実）)                       | Akira Sunset         | Carlos K.                      | Carlos K. Konnie Aoki | 4:12  |
| 6.        | 「My Own Fairy-Tale」(近江彼方（鬼頭明里）)             | Ryota Saito          | Ryota Saito Diz                | Ryota Saito Diz       | 4:40  |
| 7.        | 「MELODY」(優木せつ菜（楠木ともり）)                    | 鈴木エレカ           | 鈴木まなか Hiroki Sagawa       | サイトウリョースケ    | 4:29  |
| 8.        | 「声繋ごうよ」(エマ・ヴェルデ（指出毬亜）)              | Ryota Saito          | 浦島健太 山本匠                | 浦島健太 山本匠       | 4:20  |
| 9.        | 「テレテレパシー」(天王寺璃奈（田中ちえ美）)            | NOVECHIKA クボナオキ | クボナオキ                     | 縄田寿志              | 4:13  |
| 10.       | 「Love U my friends」(虹ヶ咲学園スクールアイドル同好会) | Kanata Okajima       | Keisuke Koyama Shunsuke Harada | Keisuke Koyama        | 3:59  |
| 11.       | 「彼方と璃奈の体育祭大作戦」(▲)                         |                      |                                |                       | 26:05 |
| 合計時間: | 合計時間:                                               | 合計時間:            | 合計時間:                      | 合計時間:             | 68:24 |

## タイアップ
| # | 曲名                  | タイアップ                                                                   |
| - | --------------------- | ---------------------------------------------------------------------------- |
| 1 | 「開花宣言」          | テレビアニメ『ラブライブ!虹ヶ咲学園スクールアイドル同好会』第2期第13話挿入歌 |
| 2 | 「☆ワンダーランド☆」  | テレビアニメ『ラブライブ!虹ヶ咲学園スクールアイドル同好会』第2期第13話挿入歌 |
| 3 | 「オードリー」        | テレビアニメ『ラブライブ!虹ヶ咲学園スクールアイドル同好会』第2期第13話挿入歌 |
| 4 | 「Wish」              | テレビアニメ『ラブライブ!虹ヶ咲学園スクールアイドル同好会』第2期第13話挿入歌 |
| 5 | 「友 & 愛」           | テレビアニメ『ラブライブ!虹ヶ咲学園スクールアイドル同好会』第2期第13話挿入歌 |
| 6 | 「My Own Fairy-Tale」 | テレビアニメ『ラブライブ!虹ヶ咲学園スクールアイドル同好会』第2期第13話挿入歌 |
| 7 | 「MELODY」            | テレビアニメ『ラブライブ!虹ヶ咲学園スクールアイドル同好会』第2期第13話挿入歌 |
| 8 | 「声繋ごうよ」        | テレビアニメ『ラブライブ!虹ヶ咲学園スクールアイドル同好会』第2期第13話挿入歌 |
| 9 | 「テレテレパシー」    | テレビアニメ『ラブライブ!虹ヶ咲学園スクールアイドル同好会』第2期第13話挿入歌 |

### ユニットメンバー
1. 1 2 3 4  上原歩夢（大西亜玖璃）、中須かすみ（相良茉優）、桜坂しずく（前田佳織里）、朝香果林（久保田未夢）、宮下愛（村上奈津実）、近江彼方（鬼頭明里）、優木せつ菜（楠木ともり）、エマ・ヴェルデ（指出毬亜）、天王寺璃奈（田中ちえ美）
2. ↑  上原歩夢（大西亜玖璃）、中須かすみ（相良茉優）、桜坂しずく（前田佳織里）、朝香果林（久保田未夢）、宮下愛（村上奈津実）、近江彼方（鬼頭明里）、優木せつ菜（楠木ともり）、エマ・ヴェルデ（指出毬亜）、天王寺璃奈（田中ちえ美）、三船栞子（小泉萌香）、ミア・テイラー（内田秀）、鐘嵐珠（法元明菜）